# اس‌اس مجستیک (۱۸۹۰)
اس‌اس مجستیک (۱۸۹۰) (به انگلیسی: SS Majestic (1890)) یک کشتی بود که طول آن ۵۸۲ فوت (۱۷۷ متر) بود. این کشتی در سال ۱۸۸۹ ساخته شد.